# Am-lira
L'Am-lira è stata la valuta che l'AMGOT mise in circolazione in Italia dopo lo sbarco in Sicilia avvenuto nella notte tra il 9 e 10 luglio del 1943.
Il valore era di 100 "am-lire" per un dollaro degli Stati Uniti. Totalmente intercambiabile con la normale lira italiana per decisione militare, contribuì alla pesante inflazione che colpì l'Italia verso la fine della Seconda guerra mondiale.

## Storia
Lo studio di cartamoneta specifica per l'Italia iniziò nel luglio 1942. La prima emissione (serie 1943) fu stampata dalle tipografie del Bureau of Engraving and Printing (BEP, autore anche dei disegni modello) e della Forbes Lithograph Corporation (FLC). Il valore era espresso solo con cifre numeriche e in italiano, e la stampa fu frettolosa e grossolana. Il 13 luglio 1943 sulle banconote furono stampate le scritte LIRA o LIRE e ISSUED IN ITALY, in precedenza omesse per non far trapelare a quale paese le banconote erano destinate.
Con la prima serie furono emessi i tagli da 1 a 1000 lire; i biglietti da 1, 2, 5 e 10 lire avevano forma quasi quadrata, i tagli superiori da 50, 100, 500 e 1000 lire forma rettangolare, dello stesso formato dei dollari.
La seconda emissione (serie 1943A) fu stampata solo dalla FLC e venne aggiunta l'indicazione in lettere (in italiano ed in inglese) del valore. A causa dell'inflazione galoppante non furono ristampati i biglietti da 1 e 2 lire, il cui basso valore non interessava alle autorità alleate.
Per la stampa fu scelto il metodo litografico con «inchiostri spettrali ad alta specificità» e come materiali la carta da stracci. Tutto ciò avrebbe dovuto renderne molto difficile la contraffazione. Ciononostante, quello della falsificazione delle Am-lire fu un fenomeno molto vasto: si andò dalle contraffazioni più rozze ad altre difficilmente distinguibili anche dai più esperti.
Tutti i biglietti riportavano sul retro, in inglese, le quattro libertà sancite nella costituzione degli Stati Uniti:
freedom of speech (libertà di parola), freedom of religion (libertà religiosa), freedom from want (libertà dal bisogno), freedom from fear (libertà dalla paura).
L’armistizio di Cassibile obbligò il governo italiano a riconoscere questa valuta di occupazione col tasso di cambio estremamente punitivo imposto dalle nazioni vincitrici, più del quintuplo di quello di mercato. I cittadini e le banche italiane furono obbligati ad accettare allo stesso cambio dai soldati alleati anche le banconote in dollari, come pure quelle in sterline.
In totale furono stampati 917,7 milioni (pezzi) di Am-lire, pari a 167 miliardi di lire, per un peso di 758 tonnellate, che furono spedite in Italia in 23.698 casse. Il primo invio, 7 tonnellate di carta moneta, ebbe luogo il 19 luglio 1943 su due aerei da carico; l'ultimo invio fu effettuato il 17 aprile 1945.
Con la proclamazione della repubblica nel 1946 cessarono di essere moneta di occupazione, in quanto venne permesso alla lira di tornare a fluttuare liberamente sul mercato dei cambi, ma continuarono ad essere usate insieme alle banconote normali e alle nuove monete di alluminio sino al 1950 e, nella Zona A del Territorio Libero di Trieste, fino al 1954.
Nel territorio italiano, il corso legale delle am-lire si esaurì il 30 giugno 1950, permettendone tuttavia la conversione in lire italiane fino al 30 giugno dell'anno seguente.

## Galleria d'immagini

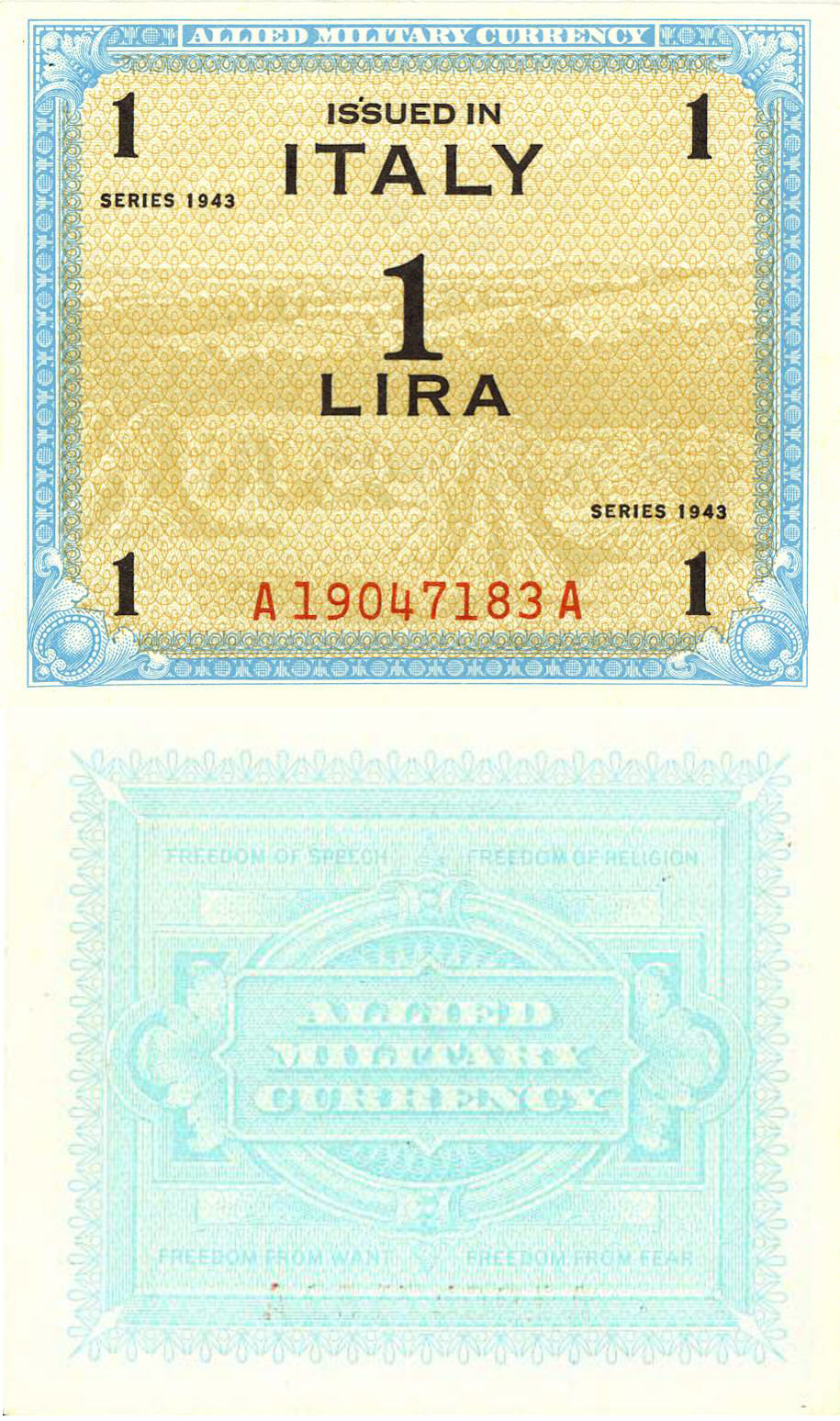
1 AM lira
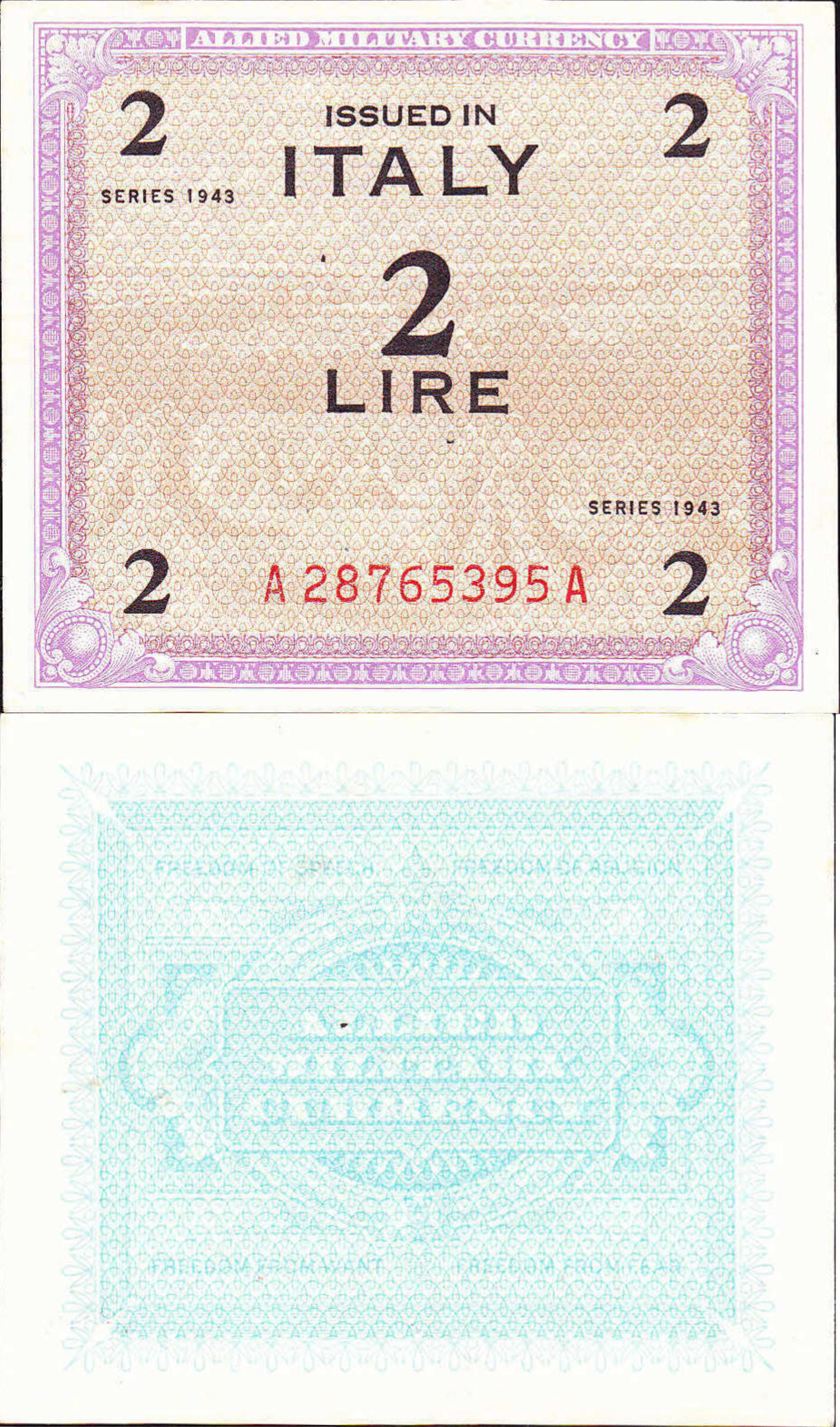
2 AM lire
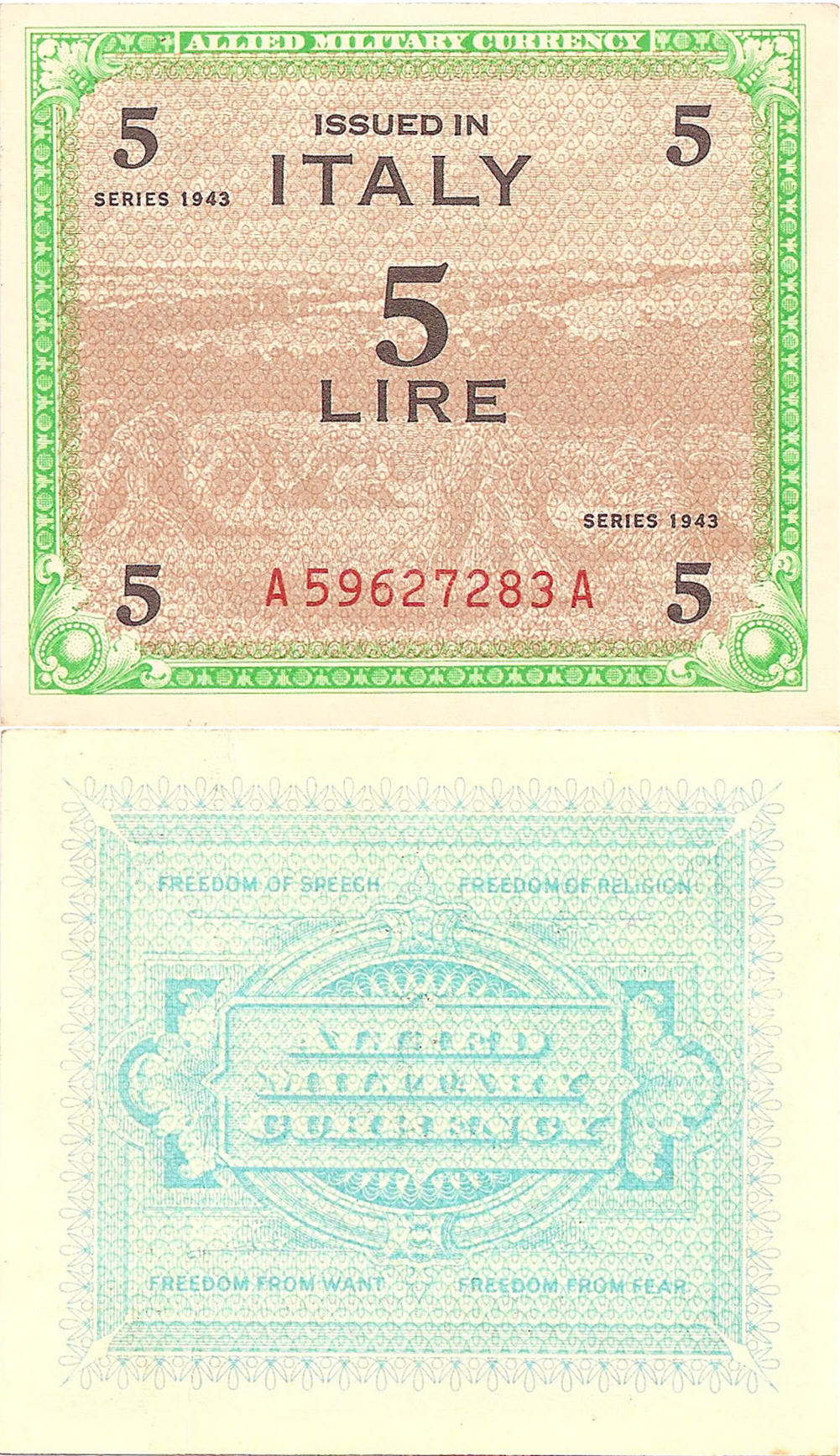
5 AM lire
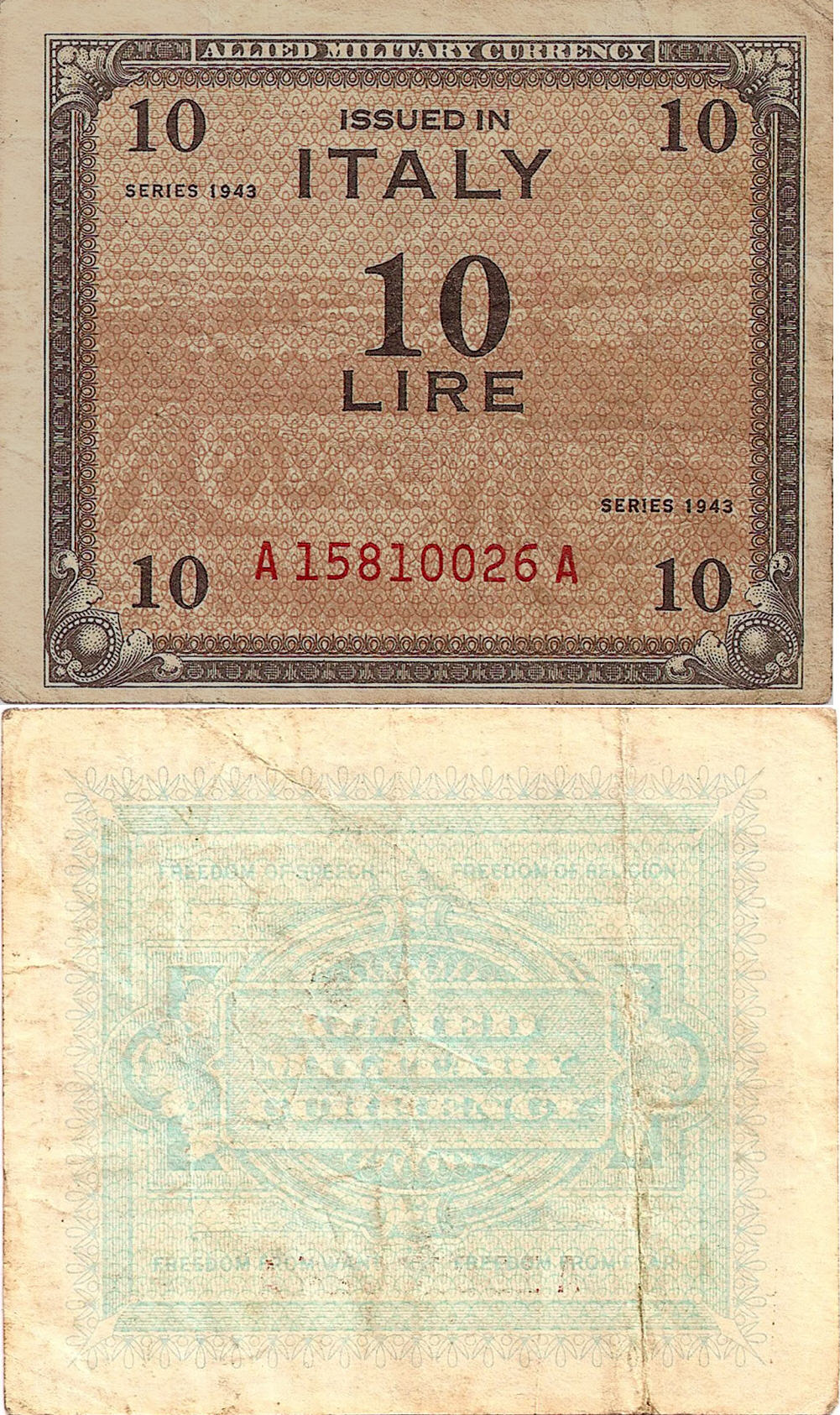
10 AM lire
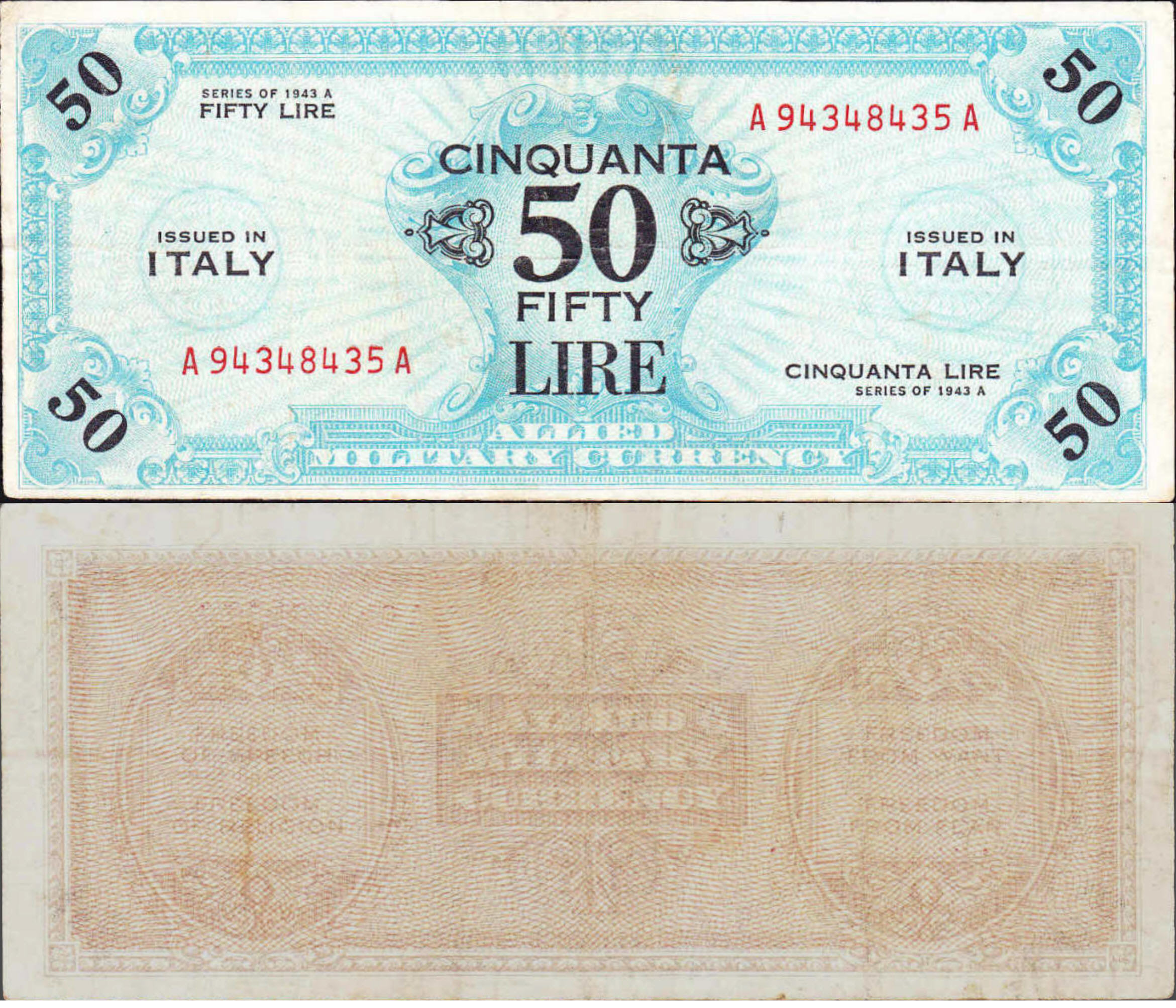
50 AM lire
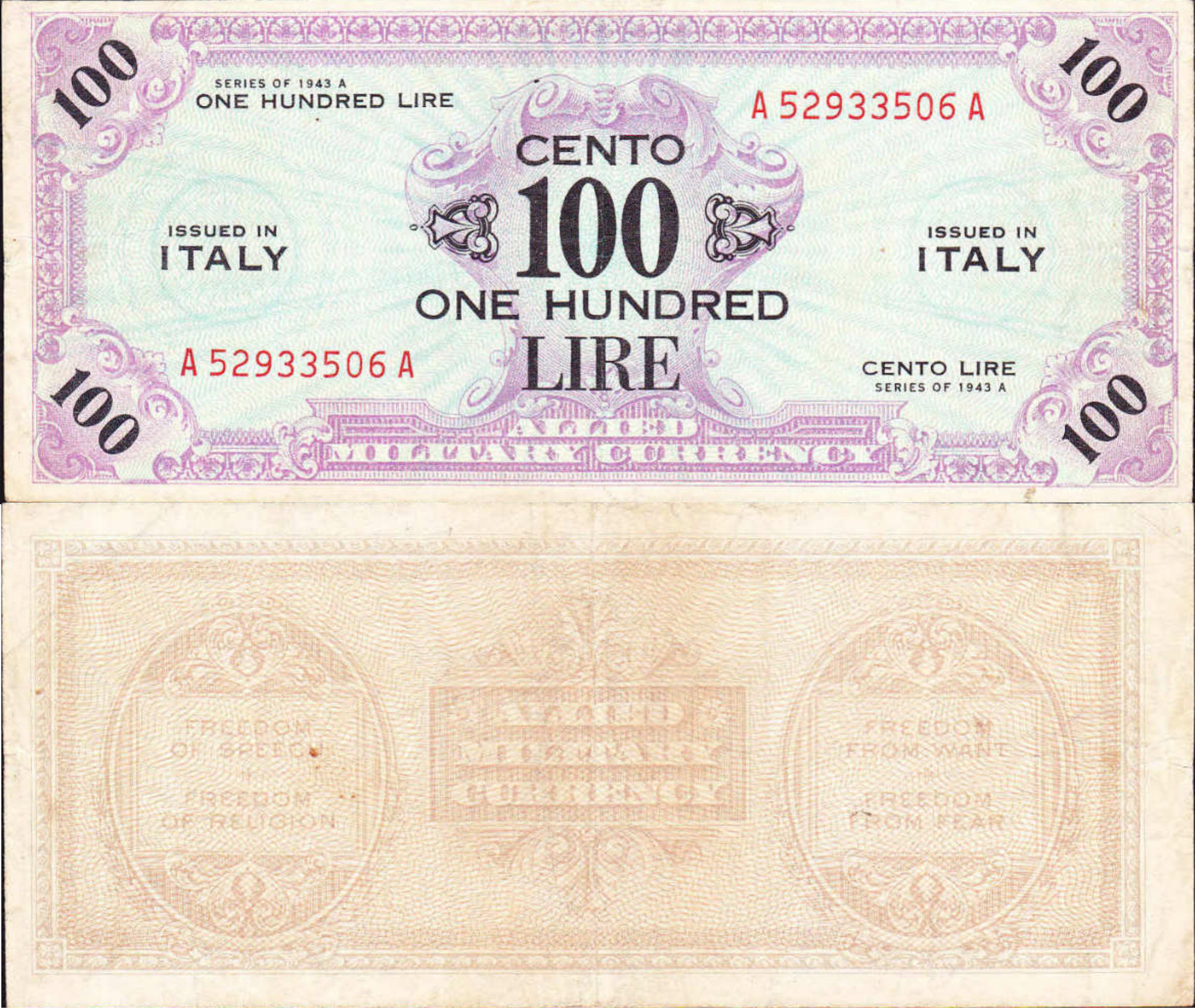
100 AM lire
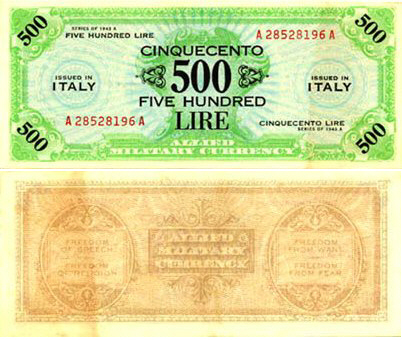
500 AM lire
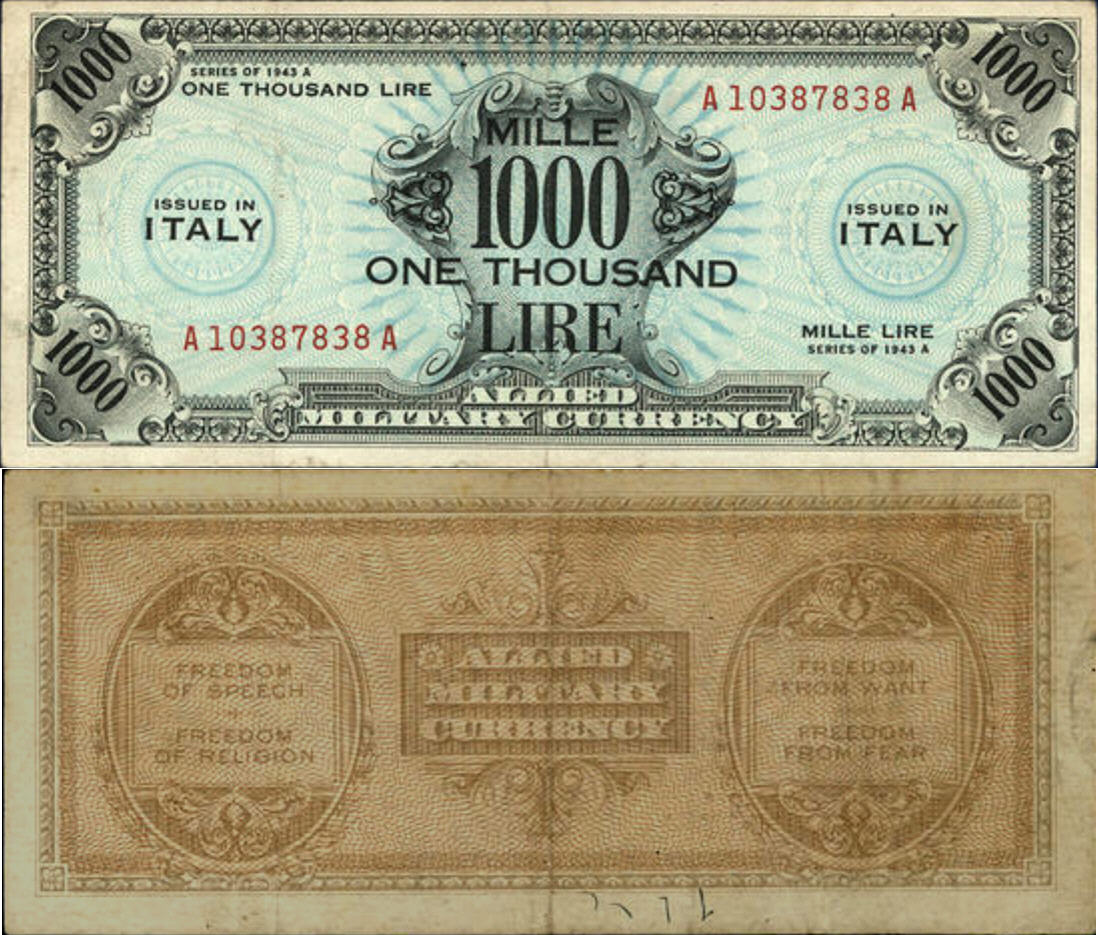
1000 AM lire

### Dollari "timbro giallo"
I tagli in dollari posti in corso forzoso in Italia furono tre, gli stessi imposti in Marocco, Algeria e Tunisia. Il bollino giallo era irrilevante per i cittadini americani, ma serviva per rendere le banconote prive di valore qualora i tedeschi, o i paesi controllati dai nazisti, avessero tentato di inflazionarli con ottime falsificazioni.
In Italia si rese necessario il loro utilizzo nelle prime settimane che seguirono lo sbarco in Sicilia, non essendo pronte le am-lire. La circolazione dei dollari fu autorizzata con bando del Re Vittorio Emanuele III, che fissò il tasso di conversione con la lira a 100 lire per ogni dollaro. I dollari "timbro giallo" furono dichiarati fuoricorso dal 31 luglio 1945.

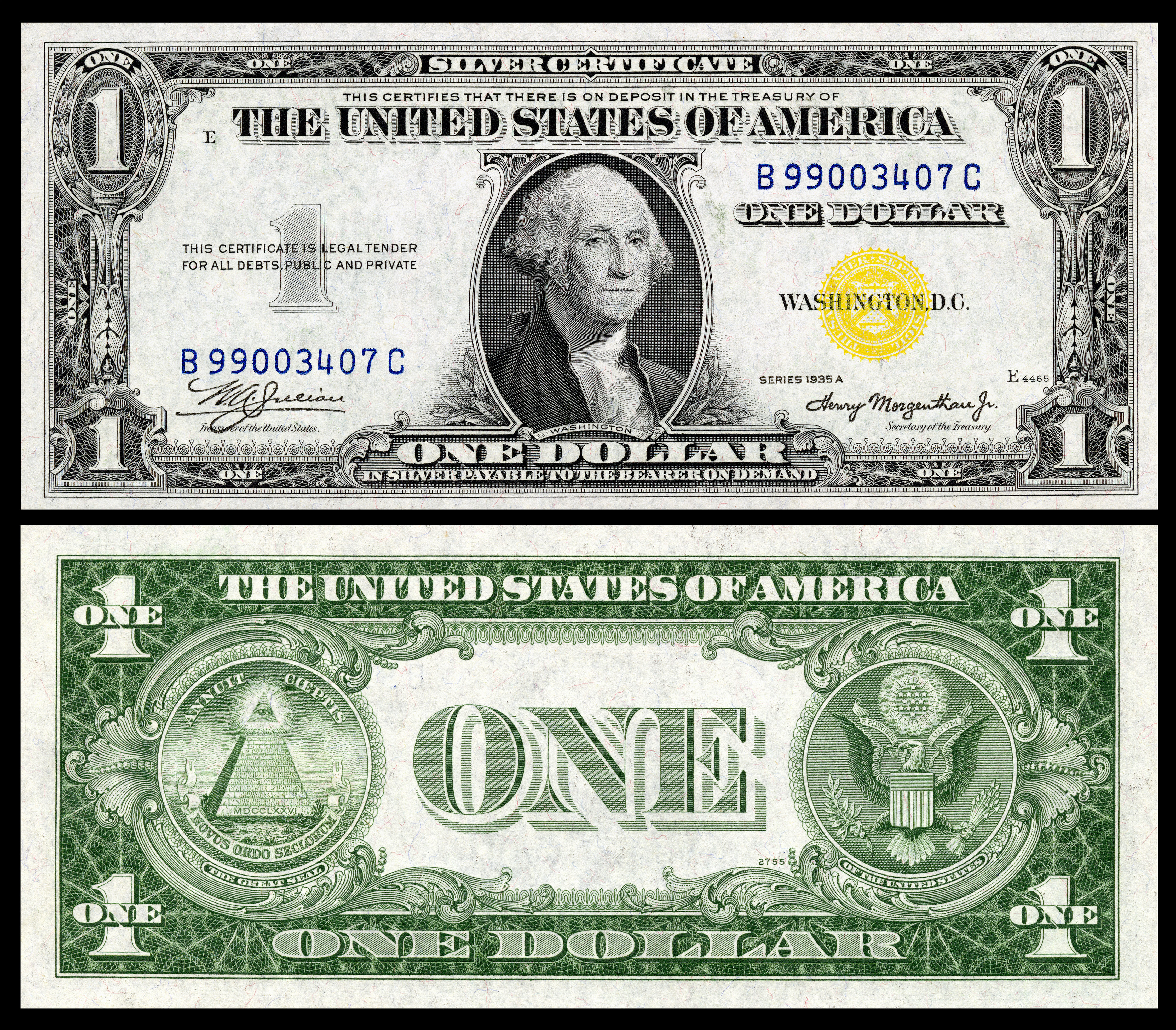
1 dollaro timbro giallo
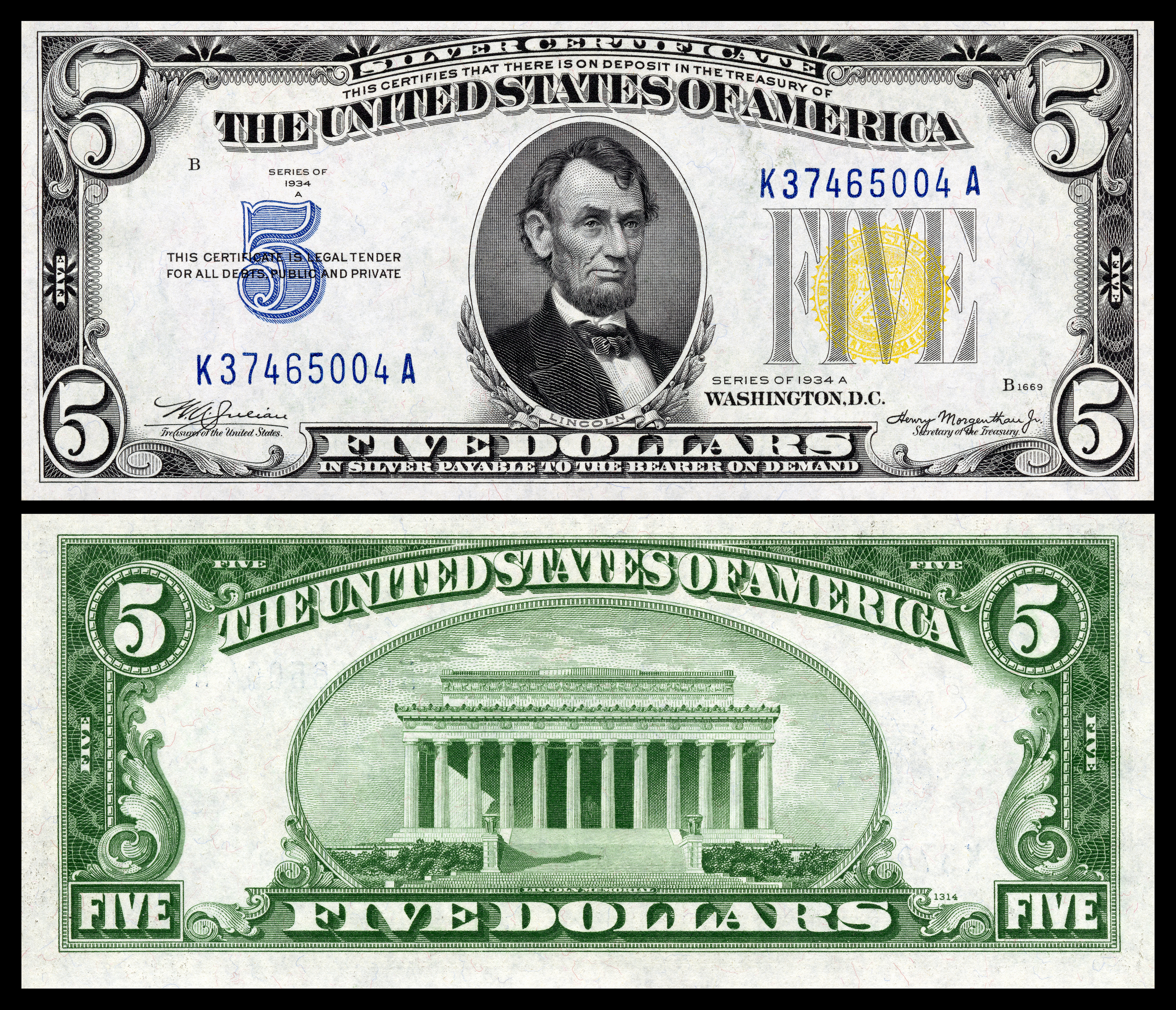
5 dollari timbro giallo
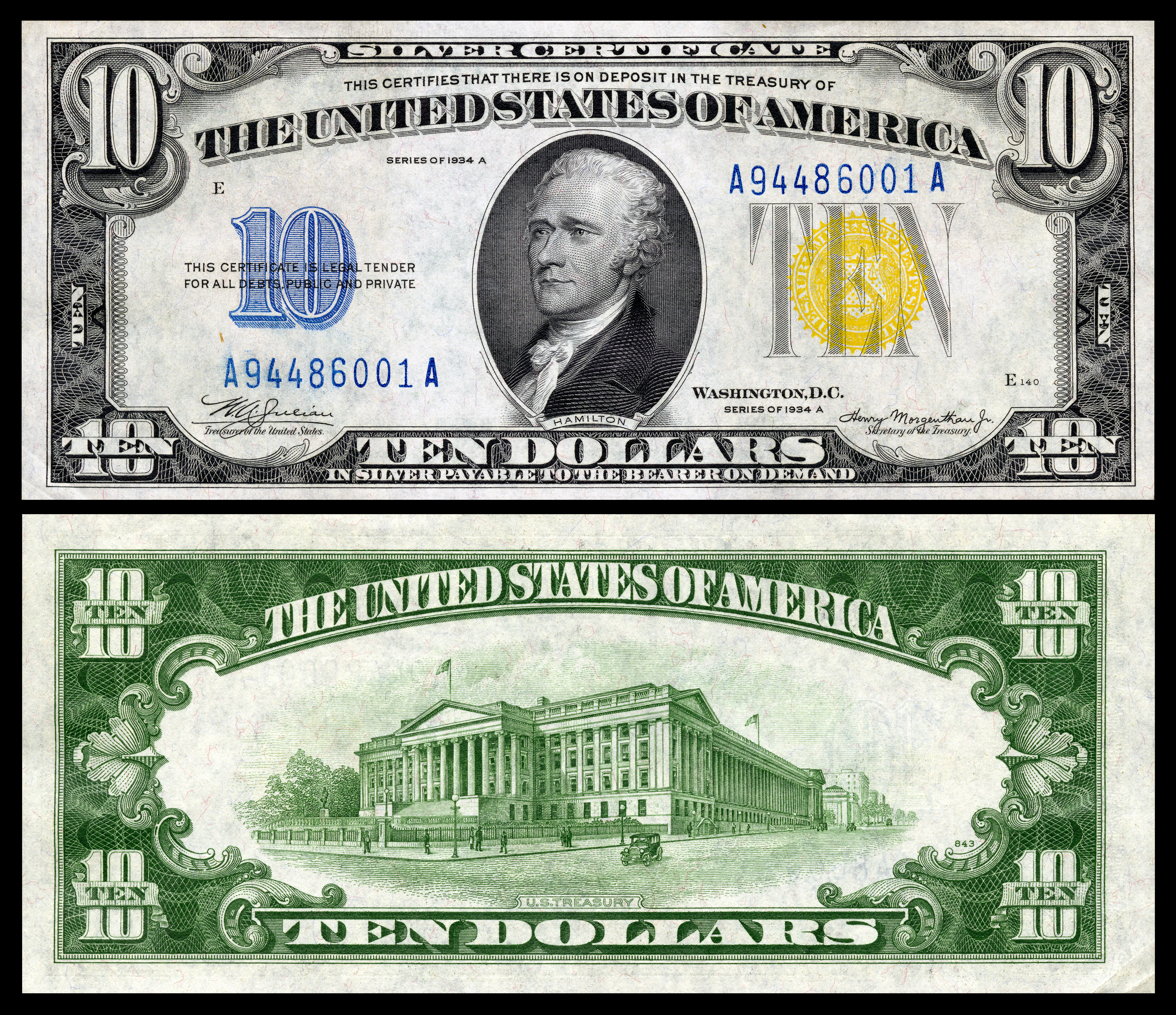
10 dollari timbro giallo